# Giuseppe Galtarossa
Giuseppe Galtarossa (Padova, 12 marzo 1938) è un ex calciatore e dirigente sportivo italiano, di ruolo attaccante.

## Carriera

### Giocatore
Comincia a muovere i primi passi nell'Excelsior, squadra del patronato di Santa Giustina a Padova.
A tredici anni fa un provino per il Padova. Dopo aver fatto tutta la trafila nel settore giovanile, debutta in Serie A a diciotto anni contro il Napoli e segna il suo primo gol nella partita Padova-Palermo (1-0) dell'11 ottobre 1959.
Nella stagione 1963-1964 passa al Taranto mentre in quella successiva va al Treviso, dove rimane per sei anni.
Inoltre ha giocato anche per il Prato e la Mestrina.

### Dirigente
Ha svolto l'incarico di direttore sportivo nel Giorgione negli anni '80 e '90. Inoltre è stato direttore sportivo del Monselice (PD) in serie C/2 per due campionati: il primo nel campionato 1980-81, quando lanciò Edoardo Reja a soli 35 anni allenatore tra i professionisti, mentre nel secondo campionato (1981-82) portò un altro allenatore esordiente, Maurizio Simonato, ex calciatore di serie B con la Sambenedettese.